# Aliciella humillima
Aliciella humillima är en blågullsväxtart som först beskrevs av August Brand, och fick sitt nu gällande namn av J. M. Porter. Aliciella humillima ingår i släktet Aliciella och familjen blågullsväxter. Inga underarter finns listade i Catalogue of Life.